# Markus Egger
Markus Egger (Zug, 24 de febrero de 1975) es un deportista suizo que compitió en voleibol, en la modalidad de playa. Ganó cuatro medallas en el Campeonato Europeo de Vóley Playa entre los años 2000 y 2004.

## Palmarés internacional
| Campeonato Europeo | Campeonato Europeo             | Campeonato Europeo | Campeonato Europeo |
| Año                | Lugar                          | Medalla            | Pareja             |
| ------------------ | ------------------------------ | ------------------ | ------------------ |
| 2000               | Bilbao (España)                | Medalla de plata   | Sascha Heyer       |
| 2001               | Jesolo (Italia)                | Medalla de oro     | Sascha Heyer       |
| 2003               | Alanya (Turquía)               | Medalla de bronce  | Sascha Heyer       |
| 2004               | Timmendorfer Strand (Alemania) | Medalla de plata   | Sascha Heyer       |